# Гесь Олег Анатолійович
Олег Анатолійович Гесь — український військовослужбовець, бригадний генерал Збройних сил України. Заступник командувача повітряного командування «Захід» Повітряних сил Збройних Сил України.

## Життєпис
Олег Гесь народився 1971 року у станиці Степ Читинської області.
Закінчив Харківське вище військове авіаційне училище льотчиків. Служив льотчиком-інструктором (від 1992), старшим льотчиком-інструктором інструкторського бомбардувального авіаційного полку (від 1995, учбового), льотчиком-інструктором авіаційної бази (1995—1996), командиром авіаційної ланки авіаційної бази (1996), заступником командира авіаційної ескадрильї  — штурман авіаційної ескадрильї авіаційної бригади винищувальної (2003—2006), командиром авіаційної ескадрильї авіаційної бригади винищувальної (2006—2007), від 2006 — командир авіаційної ескадрильї бригади тактичної авіації.

## Нагороди
- орден Богдана Хмельницького III ступеня (2022) — за особисту мужність і самовіддані дії, виявлені у захисті державного суверенітету та територіальної цілісності України, вірність військовій присязі[1][2],
- медаль «За військову службу Україні» (2007)[3].

## Військові звання
- полковник,
- бригадний генерал (28 лютого 2022)[2].